# Bahir Dar Stadion
Het Bahir Dar Stadion (Amhaars: ባህር ዳር ስታዲየም) is een multifunctioneel stadion in Bahir Dar, Ethiopië. Het wordt meestal gebruikt voor voetbalwedstrijden, maar er zijn ook faciliteiten om atletiekwedstrijden te kunnen organiseren. In het stadion is plek voor 60.000 toeschouwers.

## Geschiedenis
De bouw van het stadion begon in 2008. Het bedrijf MIDROC tekende dat jaar een overeenkomst om te mogen beginnen aan de bouw. In 2015 was het stadion klaar. De CAF en de FIFA gaven toestemming om in dit stadion internationale wedstrijden te spelen. In maart 2015 gebeurde dat voor de eerste keer in de voorronde van de CAF Confederation Cup. Voetbalclub Dedebit speelde tegen FC Côte d'Or, een club afkomstig uit de Seychellen. Ook internationale wedstrijden van het nationale elftal van Ethiopië spelen hier weleens wedstrijden. Op 14 juni 2015 werd in dit stadion de wedstrijd gespeeld tussen Ethiopië en Kenia. Een kwalificatiewedstrijden voor Afrikaans kampioenschap voetbal 2017. In het stadion zaten meer dan 60.000 toeschouwers. Een week later was er op 21 juni 2015 in dit stadion de wedstrijd tussen Ethiopië en Kenia gespeeld. Een kwalificatiewedstrijden voor de African Championship of Nations van 2016. In november 2015 was dit een van de stadions die werd gebruikt voor de CECAFA Cup. Er werden 6 groepswedstrijden gespeeld.